# Бронте (кратер)

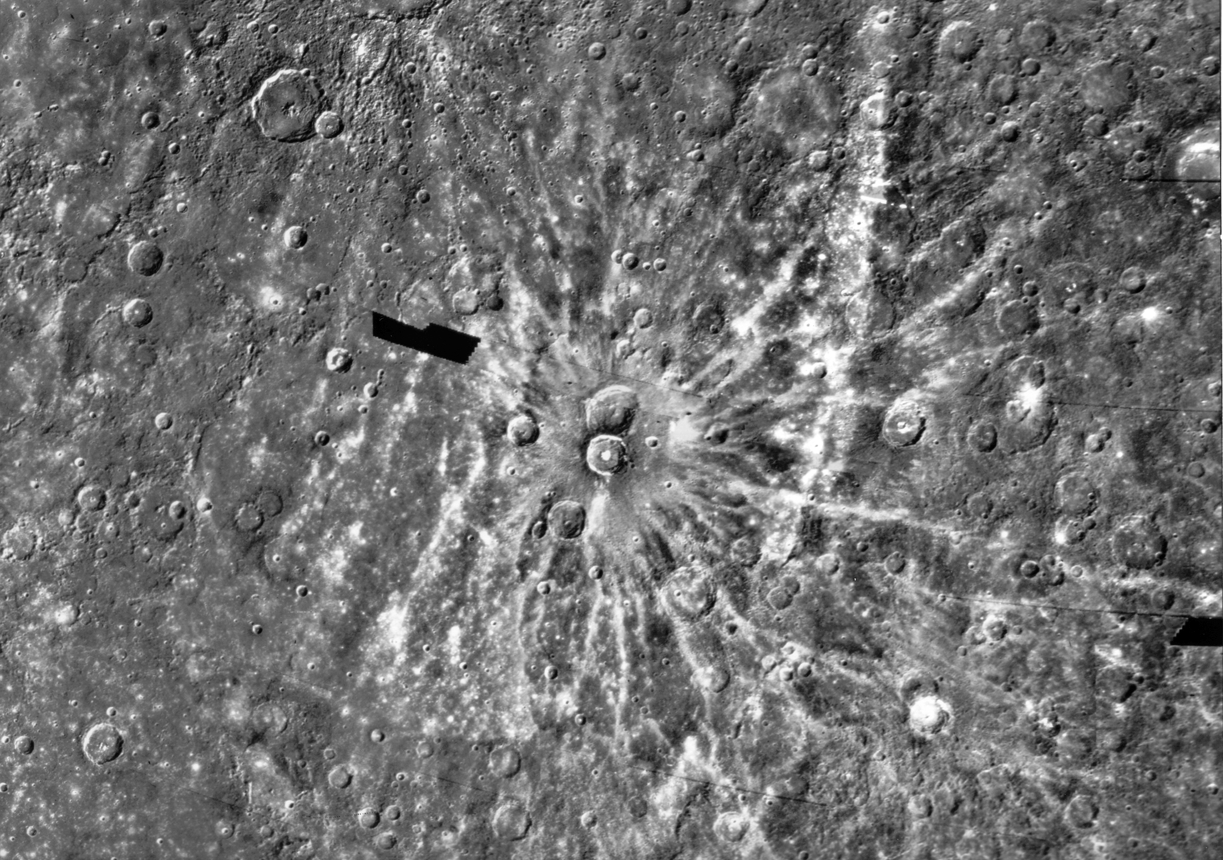
Окрестности кратеров Бронте и Дега. Хорошо видно лучевую систему последнего. Мозаика из снимков, полученных космическим аппаратом «Маринер-10» в 1974 и 1975 году

Бронте (лат. Brontë) — ударный кратер на Меркурии. Диаметр составляет 68 км. Расположен на равнине Собкоу; на юге граничит с более молодым 55-километровым кратером Дега. Координаты центра — 38°32′ с. ш. 127°31′ з. д. / 38,53° с. ш. 127,52° з. д.

## Название
Этот кратер был открыт на снимках, сделанных космическим аппаратом «Маринер-10» в 1974—1975 году. Он назван в честь английских писательниц Шарлотты (1816—1855), Эмили (1818—1848), и Энн Бронте (1820—1849), а также их брата Бренуэлла (1817—1848), художника. Название было утверждено Международным астрономическим союзом в 1976 году.
Кроме того, в честь семьи Бронте назван 200-метровый ударный кратер на Луне (находится на 20°10′ с. ш. 30°40′ в. д. / 20,17° с. ш. 30,67° в. д.).